# 御子柴克彦
御子柴 克彦（みこしば かつひこ、1945年3月3日 - ）は、日本の脳神経科学者。医学博士（慶應義塾大学、1973年）。
元理化学研究所脳科学総合研究センター研究チームリーダー。東京大学名誉教授。現在は上海科技大学免疫化学研究所教授。慶應義塾評議員。東京都出身（出生地は長野県）。主な業績はIP3受容体の研究。

## 略歴
- 1960年 慶應義塾普通部卒業
- 1963年 慶應義塾高等学校卒業
- 1969年 慶應義塾大学医学部卒業
- 1973年 慶應義塾大学大学院医学研究科（生理学）博士課程修了[5]、医学博士の学位を取得（「分離神経細胞群及びグリア細胞群の生理化学的研究」[1]）。
- 1974年 慶應義塾大学医学部生理学教室 専任講師[5]
- 1976年 フランス パスツール研究所[5]ジャン＝ピエール・シャンジューのもとでタンパク質「P400」を研究[6][7]。
- 1982年 慶應義塾大学医学部生理学教室 助教授[5]
- 1985年 大阪大学蛋白質研究所 教授（1992年まで）[5][6]
- 1986年 岡崎国立共同研究機構 基礎生物学研究所 教授[5]（併任、1991年まで）
- 1992年 東京大学医科学研究所 教授[5][6]（2007年まで）、理化学研究所 主任研究員[6]（併任、1997年まで）
- 1995年 新技術事業団（現・独立行政法人科学技術振興機構）ERATO[8]、 国際共同研究事業（ICORP）SORSTプロジェクト代表研究者（-2005年[9]）「IP3受容体に関する包括的な研究：カルシウム振動プロジェクト」（2001 - 2005年および2006 - 2011年）Ca2＋
- 1997年 理化学研究所 脳科学総合研究センター　発生・分化研究グループディレクター（2009年まで[9]）
- 2003年 スウェーデン・カロリンスカ研究所[5] 外国人客員教授（-2015年[9]）
- 2004年 東京慈恵会医科大学客員教授[5]、山形大学客員教授[5]（-2015年[9]）
- 2005年 日本学術会議会員[9]
- 2006年  科学技術振興機構 「IP3受容体に関する包括的な研究」研究代表者（- 2011年[9]）
- 2007年 東京大学 名誉教授[9]
- 2008年 韓国・国立ソウル大学校外国人教授[6]（WCU : World Class University Professor、-2011年[9]）
- 2009年 理化学研究所 脳科学総合研究センター 発生神経生物研究チーム・チームリーダー[5]（2019年まで）
- 2010年 慶應義塾大学医学部 客員教授
- 2011年 カロリンスカ研究所より名誉博士号を受ける（医学博士）[6]
- 2019年 上海科技大学 免疫化学研究所 教授、東邦大学理学部生物分子科学科 特任教授[10]。細胞増殖を促す情報伝達物質KRAS蛋白[11]に対し細胞内抗体「STAND」開発[12][14][15][16]。

### その他の活動
- 京都賞選考委員[6]
- 日本国際賞選考委員[6]
- 日本パスツール協会会長（2011年）[6]

## 主な著作
書籍
- 野田昌晴（共著）『分子神経生物学』、日本分子生物学会（編）、丸善〈シリーズ分子生物学の進歩〉、1989年。NCID BN03956653、ISBN 4621034189。
- 岡田節人 ほか（編）『神経系の形成と統合』、岩波書店〈岩波講座分子生物科学〉、1991年。NCID BN06839157、ISBN 4000104101。
- 『脳神経』羊土社〈Bio Science用語 ライブラリー〉、1997年。NCID BN16097663、ISBN 4897062594。『実験医学』別冊。
- 遠藤実、宮本英七（共著）『カルシウムイオンとシグナル伝達』、共立出版、2000年。NCID BA47041581、ISBN 4320055500。
- 清水孝雄（共著）『感覚器官と脳内情報処理』、日本生化学会（編）、共立出版〈シリーズ・バイオサイエンスの新世紀〉、2002年。NCID BA58286900、ISBN 4320055632。
- 清水孝雄（共著）『脳の発生・分化・可塑性』、日本生化学会（編）、共立出版〈シリーズ・バイオサイエンスの新世紀〉、2002年。NCID BA56536596、ISBN 4320055624。
- Bernard, Claude『実験医学の原理』山口知子（訳）御子柴克彦（監訳）、丸善プラネット、2008年。NCID BA86220900、ISBN 9784901689885。
- Tritsch, D.、Chesnoy-Marchais, Dominique、Felts, A.、 藤吉好則『ニューロンの生理学』大谷悟、加藤総夫、小島比呂志、持田澄子、京都大学学術出版会、2009年。NCID BA8933028X、ISBN 9784876987733。

論文
- 『研究年報 (1993)』、理化学研究所、1994年7月。国立国会図書館デジタルコレクション。
  - 「分子神経生物学研究室」338-344頁 (0180.jp2)。
  - 「神経系機能解析研究」441-443頁 (0233.jp2)。
- 「座長総括」『神経研究の進歩』第38巻第6号(199)、医学書院、1994年12月、968頁(0049.jp2)、国立国会図書館デジタルコレクション、doi: 10.11501/3418758。

- 「脳-今ここが面白い--人類最後のフロンティアを解明する」伊藤正男、山崎幹夫、石山陽事、水谷俊雄、矢野良治『Newton = ニュートン  : graphic science magazine』第16巻第5号、ニュートンプレス、1996年5月、32-51頁(0018.jp2)、doi:10.11501/3211746、国立国会図書館デジタルコレクション。

- 「哺乳類中枢神経系の発生・分化の分子生物学的解析」『日本医師会雑誌 = The Journal of the Japan Medical Association』第117巻第1号、日本医師会、1997年1月、51-56頁 (0027.jp2)<4108015>、doi:10.11501/3356583、国立国会図書館デジタルコレクション。
- 「第100回日本小児科学会学術集会」『日本小児科学会雑誌 = The journal of the Japan Pediatric Society』第101巻第2号、日本小児科学会、1997年2月、doi:10.11501/3401309、国立国会図書館デジタルコレクション。平成9年4月18日(金)、19日(土)、20日(日)、開催地:東京都。
  - 「特別講演 6.脳神経系の発生・分化とその障害発生機序の分子生物学的解明」157頁 (0035.jp2)。
  - 島田司巳「シンポジウム 4.神経系の生と死,そして再生」、170-171頁 (0043.jp2)。
- 林裕子、加藤信介、大浜栄作「オリーブ橋小脳萎縮症におけるプルキンエ細胞 ：免疫組織化学的および形態計測的研究」『米子医学雑誌 = The journal of the Yonago Medical Association』第49巻第1号、米子医学会、1998年1月、21-34頁 (0012.jp2)、doi:10.11501/3424532、国立国会図書館デジタルコレクション。
- 「体細胞機能転換研究」『研究年報 (1)(1997)』、理化学研究所、1998年8月、379頁 (0205.jp2)、doi:10.11501/3200790、国立国会図書館デジタルコレクション。

- 「発生･分化研究グループ/発生神経生物研究チーム」『研究年報 (2)(1997)』、理化学研究所、1998年8月、579-582頁 (0073.jp2)、doi:10.11501/3200791、国立国会図書館デジタルコレクション。
- 藤田晢也、小西行郎、前川喜平、高橋孝雄「脳が語る心の一生--あなたの心をつくってきたものは 遺伝子? 幼児期の体験? 環境?」ヘンシュ貴雄、渡辺久子、新井康允、田中冨久子、八木健、大野裕、田中啓治、正高信男、神庭重信、鍋島陽一、金澤一郎、久保田競『Newton = ニュートン : graphic science magazine』第18巻第10号、ニュートンプレス、1998年10月、70-109頁 (0037.jp2)、doi:10.11501/3211780、国立国会図書館デジタルコレクション。
- 「特集　脳と遺伝子」『遺伝子医学 = Gene & medicine』第2巻第4号(6)、メディカルドゥ、1998年10月、doi:10.11501/3479960、国立国会図書館デジタルコレクション。
  - 「Gravure 脳の形づくりと遺伝子発現」12-13頁 (0012.jp2)。
  - 「Front View 巻頭言」15頁 (0015.jp2)。
  - 「特集　脳と遺伝子」15-59頁 (0015.jp2)<4606986>。
  - 「脳の形づくりと遺伝子発現」529-535頁 (0021.jp2)<4606988>。
- 「特別講演 脳神経系の発生と分化のメカニズム 」（特集　第52回日本臨床眼科学会講演集(3) ）『臨床眼科』第53巻第5号、医学書院、1999年5月、807-813頁 (0014.jp2)、doi:10.11501/3407393、国立国会図書館デジタルコレクション。
- 森脇和郎、江橋節郎、山村研一、樋野興夫、「日本学術会議・(社)日本実験動物学会主催シンポジウム 21世紀のバイオサイエンスと健康科学における実験動物の役割」小柳義夫、臼居敏仁、玉置憲一『実験動物ニュース』第48巻第3号、日本実験動物学会誌編集事務局（編）、1999年7月、43-47頁 (0005.jp2)<4804463>、doi:10.11501/3429424、国立国会図書館デジタルコレクション。
- 「発生神経生物研究チーム」『研究年報 (1998)』、理化学研究所、1999年8月、566-569頁 (0304.jp2)、doi:10.11501/3200792、国立国会図書館デジタルコレクション。
- Toshio Ohshima ; Masaharu Ogawa ; Veeranna ; Motoyuki Hirasawa ; Glenn Longenecker ; Koichi Ishiguro ; Harish C. Pant ; Roscoe O. Brady ; Ashok B. Kulkarni ; Katsuhiko Mikoshiba. "Synergistic Contributions of Cyclin-Dependant Kinase 5/p35 and Reelin/Dab1 to the Positioning of Cortical Neurons in the Developing Mouse Brain".  Proceedings of the National Academy of Sciences of the United States of America}, 98 (5):2001, pp.2764--2769, National Academy of Sciences. doi:10.2307/3055131, ISSN 0027-8424.
- Motoyuki Hirasawa ; Toshio Ohshima ; Satoru Takahashi ; Glenn Longenecker ; Yasuyuki Honjo ; Veeranna ; Harish C. Pant ; Katsuhiko Mikoshiba ; Roscoe O. Brady ; Ashok B. Kulkarni. "Perinatal Abrogation of Cdk5 Expression in Brain Results in Neuronal Migration Defects".  Proceedings of the National Academy of Sciences of the United States of America, number = 101 (16):2004, pp.6249--6254, National Academy of Sciences. doi:10.2307/3371996, ISSN 0027-8424.
- 「プロジェクト研究の功罪」『日本生理学雑誌 = The journal of the Physiological Society of Japan』第69巻第11号、日本生理学会、2007年11月、311頁(0006.jp2)、doi:10.11501/11229192、国立国会図書館デジタルコレクション。
- Tadashi Shinohara ; Takayuki Michikawa ; Masahiro Enomoto ; Jun-Ichi Goto ; Miwako Iwai ; Toru Matsu-ura ; Haruka Yamazaki ; Akitoshi Miyamoto ; Akio Suzuki ; Katsuhiko Mikoshiba. "Mechanistic basis of bell-shaped dependence of inositol 1,4,5-trisphosphate receptor gating on cytosolic calcium".  Proceedings of the National Academy of Sciences of the United States of America , 108 (37):2011,  pp.15486--15491,  National Academy of Sciences. doi:10.2307/41352118, ISSN 0027-8424.
- 「人を通して 俯瞰と徹底」『生命誌』中村桂子（編）、第65-68巻 (編む)、東京：新曜社、2012年3月、国立国会図書館書誌ID:023421334、全国書誌番号:22059780。  Paul C. Scherer ; Yan Ding ; Zhiqing Liu ; Jing Xu ; Haibin Mao ; James C. Barrow ; Ning Wei ; Ning Zheng ; Solomon H. Snyder ; Feng Rao. "Inositol hexakisphosphate (IP6) generated by IP5K mediates cullin-COP9 signalosome interactions and CRL function." Proceedings of the National Academy of Sciences of the United States of America, 113 (13):2016, pp.3503-3508, National Academy of Sciences. doi:10.2307/26468829, ISSN 0027-8424, 1091-6490.
- Katsuhiro Kawaai ; Hideaki Ando ; Nobuhiko Satoh ; Hideomi Yamada ; Naoko Ogawa ; Matsumi Hirose ; Akihiro Mizutani ; Benjamin Bonneau ; George Seki. "Splicing variation of Long-IRBIT determines the target selectivity of IRBIT family proteins. " Proceedings of the National Academy of Sciences of the United States of America,114 (15):2017, pp.3921--3926, National Academy of Sciences. doi:10.2307/26480839, ISSN 0027-8424, 1091-6490.
- Kabayama, Hiroyuki; Takeuchi, Makoto; Tokushige, Naoko; Muramatsu, Shin-ichi; Kabayama, Miyuki; Fukuda, Mitsunori; Yamada, Yoshiyuki; Mikoshiba, Katsuhiko (2020-01-17). “An ultra-stable cytoplasmic antibody engineered for in vivo applications” (英語). Nature Communications 11 (1):  336. doi:10.1038/s41467-019-13654-9. ISSN 2041-1723.

## 主な受賞歴
- 1973年 慶應義塾大学医学部三四会賞
- 1974年 ベルツ賞（Erwin von Bältz Preis）1等賞
- 1980年 北里賞
- 1983年 朝日学術奨励賞
- 1987年 第3回 井上学術賞、第1回 塚原仲晃記念賞
- 1991年 第9回 大阪科学賞
- 1996年 平成8年度 日本医師会医学賞[17]
- 1997年 上原賞[18]
- 1998年 第3回 慶應医学賞（国際賞）[6]
- 1999年 フリッツ・リップマン・レクチャー賞（ドイツ分子・細胞生物学会、ドイツ）
- 2000年 メダイユ・デュ・コレージュ・ド・フランス（フランス） [6]
- 2003年 クラウス・ヨアヒム・チュールヒ (de) 賞[19][20]（ドイツ・Gertrud Reemtsma財団・マックス・プランク研究所）、神経幹細胞の研究で国際的に著名なフレッド・ゲージ教授と共同受賞。
- 2005年 日本内分泌学会マイスター賞
- 2006年 武田医学賞
- 2009年
  - 内藤記念科学振興賞
  - 日本学士院賞
  - 日本生化学会名誉会員
- 2011年
  - カロリンスカ医科大学名誉博士号
  - ヨーロッパカルシウム学会名誉会員
- 2013年
  - アメリカ国立環境健康協会（en）マーティン・ロッドベル 記念講演[21] （アメリカ国立衛生研究所下部機関主催）
  - 国際抗酸化学会特別賞

## 栄典
- 2002年 紫綬褒章
- 2013年 レジオン・ドヌール勲章 シュバリエ（フランス国）[6][22][23][7]
- 2018年 瑞宝中綬章[5]

## 関連文献
- 加藤総夫「BOOK REVIEW/ クロード・ベルナール著『実験医学の原理』山口知子・御子柴克彦訳（丸善プラネット）」『日本生理学雑誌 = The journal of the Physiological Society of Japan』第72巻第10号、東京：日本生理学会、2010年10月、205頁-。doi:10.11501/11229224、(0013.jp2)。
- 後藤秀機「第IV部　第14章　ネットで文献調査　御子柴克彦」『天才と異才の日本科学史 : 開国からノーベル賞まで、150年の軌跡』、京都：ミネルヴァ書房、全国書誌番号:22306893、2013年、301頁。別題『Scientific Prodigies in Japan』。